# David Häner

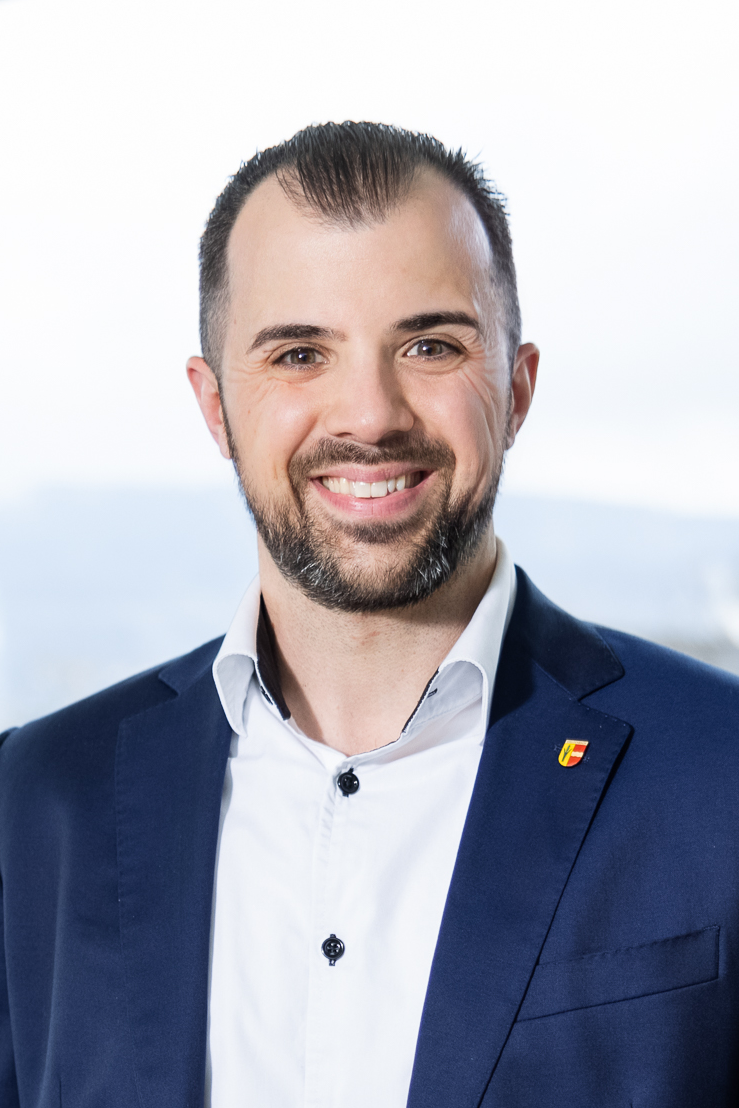
David Häner (2020)

David Häner (* 18. September 1984 in Zullwil, heimatberechtigt ebenda) ist ein Schweizer Politiker (FDP). Er ist Mitglied des Kantonsrates und Vorstandsmitglied der FDP Solothurn.

## Leben
David Häner ist in Zullwil im Kanton Solothurn aufgewachsen. Er wohnt in Breitenbach. Nach seiner Ausbildung absolvierte er ein Auslandsjahr an der University of the Fraser Valley. Seit 2007 arbeitet er als Program Manager bei Endress+Hauser. Von 2012 bis 2015 arbeitete er in Calgary, AB als Consulting Manager bei Endress+Hauser Kanada.
Von 2016 bis 2019 absolvierte er den Master of Advanced Studies (MAS) – System Information Technology an der FHNW.

## Politik
Im Jahr 2016 wurde Häner in den Gemeinderat Breitenbach gewählt. Er leitet dort das Ressort Sicherheit & Raumplanung. Seit 2016 gehört er dem Amteivorstand der FDP Dorneck-Thierstein an und seit 2020 gehört er auch dem Parteivorstand der FDP Kanton Solothurn an.
Bei den Kantonsratswahlen im Jahr 2021 wurde Häner in den Kantonsrat Solothurn gewählt. David Häner nimmt auf kantonaler Ebene Einsitz in der Justizkommission.